# Lomandra brittanii
Lomandra brittanii är en sparrisväxtart som beskrevs av T.S.Choo. Lomandra brittanii ingår i släktet Lomandra och familjen sparrisväxter. Inga underarter finns listade i Catalogue of Life.